# Kungsleden
Der Kungsleden (deutsch „Königspfad“) ist ein rund 470 Kilometer langer Fernwanderweg (455 km zu Fuß, 18 km per Boot) in schwedisch Lappland bzw. Sápmi, dem Land der indigenen Samen. Er führt vorwiegend als Trekkingroute von Abisko (Nordende) nach Hemavan (Südende) durch die nahezu unbesiedelten Skanden. Von Abisko bis nach Sälka gehört der Kungsleden zum grenzüberschreitenden Nordkalottleden.

## Details
In der nördlichen Hälfte liegt der Pfad vorwiegend im Fjäll, der Bergtundra oberhalb der Baumgrenze, die in diesen Breitengraden der borealen Klimazone Nordeuropas bei 7–800 Meter liegt. Sie ähnelt einer Heidelandschaft und hat je nach Höhenstufe und Hanglage ein unterschiedliches Gepräge von üppig bis karg. Die südliche Hälfte verläuft häufiger durch den lichten, niedrigen Fjällbirkenwald, der – im Gegensatz zu den meisten anderen Gebirgswäldern der gemäßigten Zone mit ihrem Krummholzgürtel aus Nadelhölzern – in Fennoskandien die Waldgrenze bildet. In den Niederungen führt der Kungsleden auch teilweise durch die Taiga. Im Sommerhalbjahr sind mit großer Wahrscheinlichkeit große Herden halbwilder Rentiere anzutreffen, die den Samen gehören. Elche sind hingegen nur selten in der Nähe der großen Wälder zu sehen. Sehr typisch ist das traurig eintönige „Trüüüüt“, das der Goldregenpfeifer ab und zu hören lässt. Häufiger zu sehen sind die auffälligen Falkenraubmöwen und Gruppen von Alpenschneehühnern, die plötzlich auffliegen, wenn sich ihnen ein Mensch nähert. Sie sitzen meist im dichten Lappland-Weidengebüsch. Verschiedene Raubvögel – unter anderem See- und Steinadler – kreisen regelmäßig am Himmel. In manchen Jahren ist auch der Berglemming recht häufig zu beobachten. Große Raubtiere wie Vielfraß, Luchs und Bär sind sehr menschenscheu und praktisch nicht zu sehen; der Wolf – als ungeliebter Konkurrent der Rentierhalter – kommt in ganz Sápmi nur noch als Durchzügler vor. In der Kebnekaise-Region und im Vindelfjällen lebt ein Teil der seltenen Polarfuchs-Population Schwedens (schwed. „Fjällräv“).
Aufgrund seiner Abgeschiedenheit kann der Kungsleden nur von (Nennung von Nord nach Süd) Abisko, Nikkaluokta, Saltoluokta (bzw. Kebnats nach Süden und Vakkotavarre nach Norden am Länsväg BD 827) Kvikkjokk, Jäkkvik, Adolfström und Hemavan begangen werden. Abisko ist direkt mit dem (Nacht-)Zug von Stockholm zu erreichen, alle anderen Ausgangs- oder Endpunkte mit Linienbussen im Anschluss an die Zugreise ab Kiruna, Gällivare, Murjek, Jörn oder Umeå. Die Flughäfen von Hemavan, Gällivare und Kiruna in der Nähe des nördlichen Kungsleden werden auch direkt aus Stockholm angeflogen.

## Nördlicher und Südlicher Kungsleden

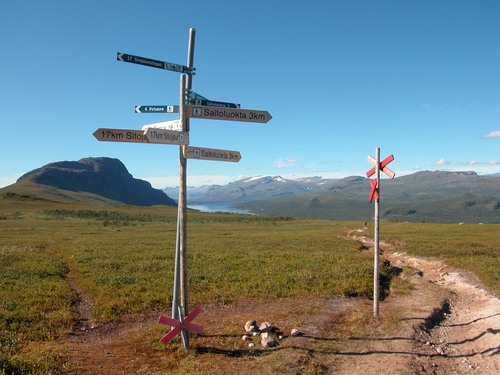
Wegstück des Kungsledens zwischen Saltoluokta und Sitojaure. Blickrichtung Norden (Lulep Kirkau und Stora Sjöfallet).

Der Kungsleden wurde auf Initiative der Svenska Turistföreningens (STF) zu Beginn des 20. Jahrhunderts begründet. Ziel war es, die Naturlandschaften Lapplands zu erschließen. Die Begeisterung für die nordschwedische Natur stand damals ganz im Zeichen der Nationalromantik. Allmählich wurde der Weg „ausgebaut“ und (auf den meistbegangenen Teilstücken) mit einigen wenigen Hütten zur Übernachtung ausgestattet.
In den 1970er Jahren gab es Bestrebungen, den Kungsleden nach Süden zu verlängern, damit ein Fernwanderweg nahezu den gesamten schwedischen Teil der Skanden abdeckt. Dieses Vorhaben erwies sich politisch als schwierig, sodass lediglich die südlichste Teilstrecke in Dalarna verwirklicht wurde, die offiziell als Södra Kungsleden bezeichnet wird. In deutscher Wanderliteratur wird demgegenüber häufig ein „Südlicher Kungsleden“ beschrieben, der über Dalarna hinaus bis Storlien in Jämtland führt. In Schweden haben diese Teilstrecken andere Bezeichnungen und werden nur selten Kungsleden genannt. Eine Zweiteilung in „nördlicher“ und „südlicher“ Kungsleden ist in dieser Hinsicht und aufgrund der geringen Popularität der Wege in Dalarna und Jämtland aus schwedischer Sicht nicht gegeben; Kungsleden steht hier immer für den „klassischen“ Fernwanderweg.

## Teilstücke, Charakteristik
Die Wanderroute zwischen Abisko am gleichnamigen Nationalpark in Norrbottens län und Hemavan am Wildnisreservat Vindelfjällen in Västerbottens län schließt einen „Abstecher“ über Kebnekaise – Schwedens höchstem Berg und geplantem Nationalpark – nach Nikkaluokta ein. Zudem verläuft ein Teilstück des Weges durch das UNESCO-Welterbe Laponia – den Nationalpark Stora Sjöfallet und am Rand des Nationalparks Sarek – sowie den Nationalpark Pieljekaise. Der höchste Punkt liegt am Tjäktjapass in 1150 Metern Höhe, der niedrigste Punkt ist Kvikkjokk mit 302 Metern Höhe.
In Tagesabständen stehen Unterkünfte (nicht jedoch im Abschnitt zwischen Kvikkjokk und Ammarnäs) zur Verfügung, die vom schwedischen Touristenverband STF betrieben werden – zumeist unbewirtschaftete Hütten, auf denen in der Hauptsaison jedoch häufig ein Hüttenwart anwesend ist, teils Fjällstationen (Gebirgsstationen, Sporthotels). Auch wenn die Hütten außerhalb der Hauptsaison nicht bewirtschaftet sind, so ist immer mindestens ein Not-Raum (mit Koch- und Schlafmöglichkeit) geöffnet. In etwa jeder zweiten Hütte wird während der Saison in geringem Umfang Proviant verkauft.
Bis auf die wenigen Fjällstationen bieten die Hütten im Wesentlichen nur einige einfache Schlafplätze und weder Bewirtung noch komfortable Sanitäranlagen. Sie verfügen allerdings über ein Satelliten-Notfall-Telefon (normale Mobiltelefone haben auf langen Strecken keinen Empfang). Obgleich der Weg auf einigen Teilstrecken häufig begangen wird, sodass der Wanderer zumindest ab und zu anderen begegnet, handelt es sich um eine Trekkingroute durch menschenleeren Wildnis, die entsprechende Ausrüstung und allgemeine „Wildnisfähigkeiten“ erfordert.
Der Weg ist durchgängig markiert und heute meist mit Brücken über die Gewässer versehen. Die Wegmarkierungen für den Sommer bestehen zumeist aus Steinmännchen mit einem rot markierten Stein (schwedisch: stenröse, pl. stenrösen) im baumlosen Fjäll und roten Ringen um Baumstämme unterhalb der Baumgrenze. Der vom Verlauf manchmal leicht abweichende Winterwanderweg ist mit roten Kreuzen (Andreaskreuz) an ca. 2 m hohen Stangen markiert und führt teilweise durch im Winter zugefrorene Sumpflandschaften bzw. über Seen. Die Sommer- und Wintermarkierungen sind normalerweise so platziert, dass man von einer beliebigen Markierung die nächste Markierung sehen und darauf zugehen kann. Trotz der guten Markierungen und der regelmäßigen Wartung und Instandsetzung von Brücken und Bohlenwegen sind – vor allem auf den weniger begangenen Teilstücken – Karte und Kompass (nicht nur GPS!) unerlässlich.
Der Sommerwanderweg kreuzt mehrere Seen. Diese muss man dann entweder per vorhandenem Ruderboot selbst überqueren (ggf. dreimal hin und her, damit anschließend wieder auf jeder Seite ein Boot liegt) oder man nutzt den allerdings nur während der Hauptsaison angebotenen Bootsservice, welcher meist durch einheimische Samen organisiert wird.

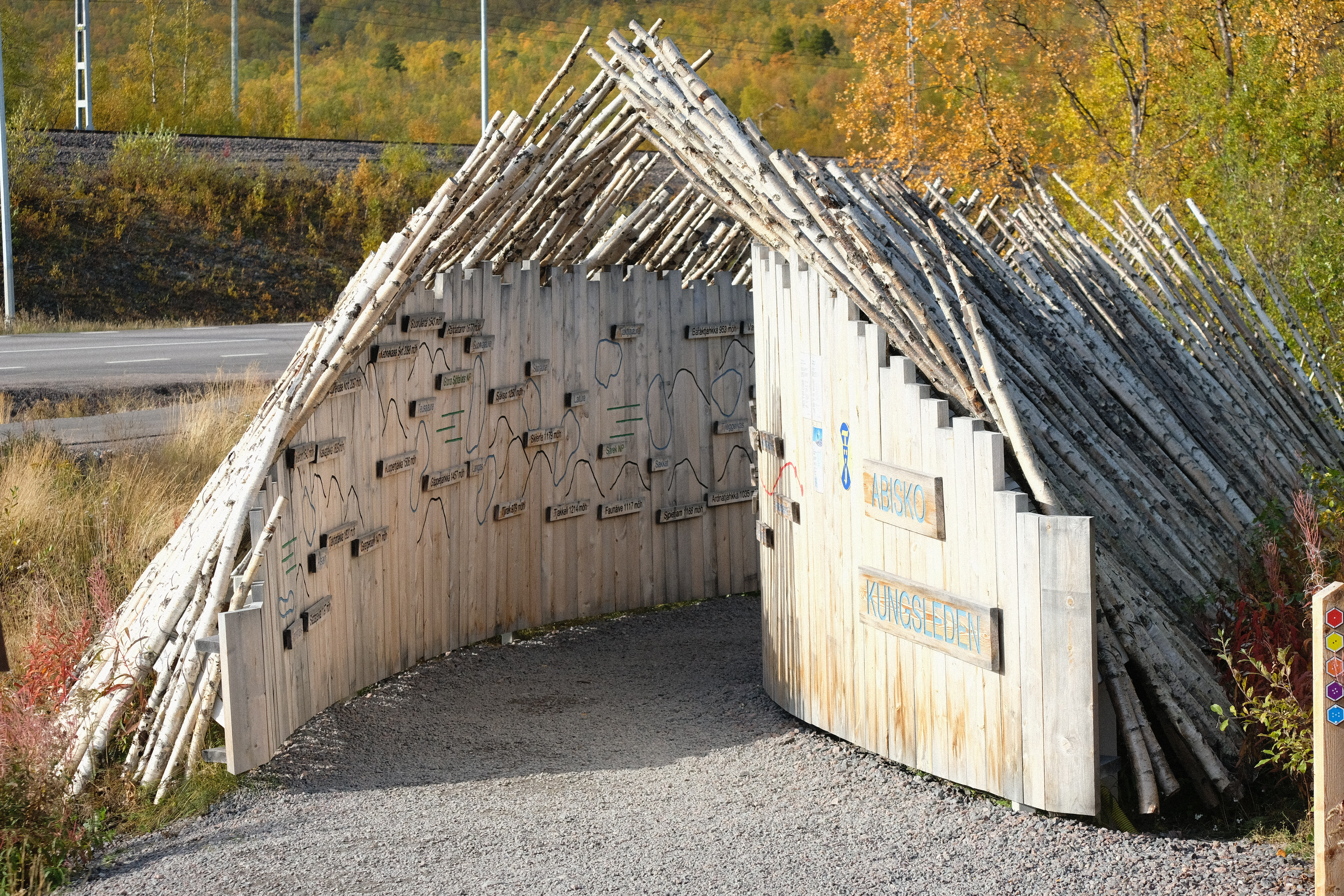
Start des nördlichen Kungsleden in Abisko

Stärker begangen ist nur die nördliche Hälfte zwischen Abisko und Kvikkjokk und insbesondere zwischen Abisko und Kebnekaise bzw. Nikkaluokta, insbesondere durch das alljährlich stattfindende Trekking-Event Fjällräven Classic des gleichnamigen Ausrüstungsherstellers. Dort bewegt sich der Weg meist oberhalb der Baumgrenze. In einigen Bereichen sind die Folgen des Trekking-Events durch tief erodierte und stark verbreiterte Pfadspuren unverkennbar. Obwohl gut ausgebaut, kann der Weg bei anhaltendem Regenwetter schwierig werden. Für Sommerwanderungen kommt die Zeit von Mittsommer bis Ende August in Betracht, wobei es auch bis Mitte September gut möglich ist, zu wandern. Bis Ende August sind bei windarmem Wetter fast überall große Mückenschwärme ständige Begleiter der Wanderer. Für Wintertouren eignet sich die Zeit Februar bis April. Es wird erwartet, dass alle Wanderer das Allemansrätt beachten und generell schonend mit Umwelt und Natur umgehen.

## Verlauf, Hütten und Zeltplätze

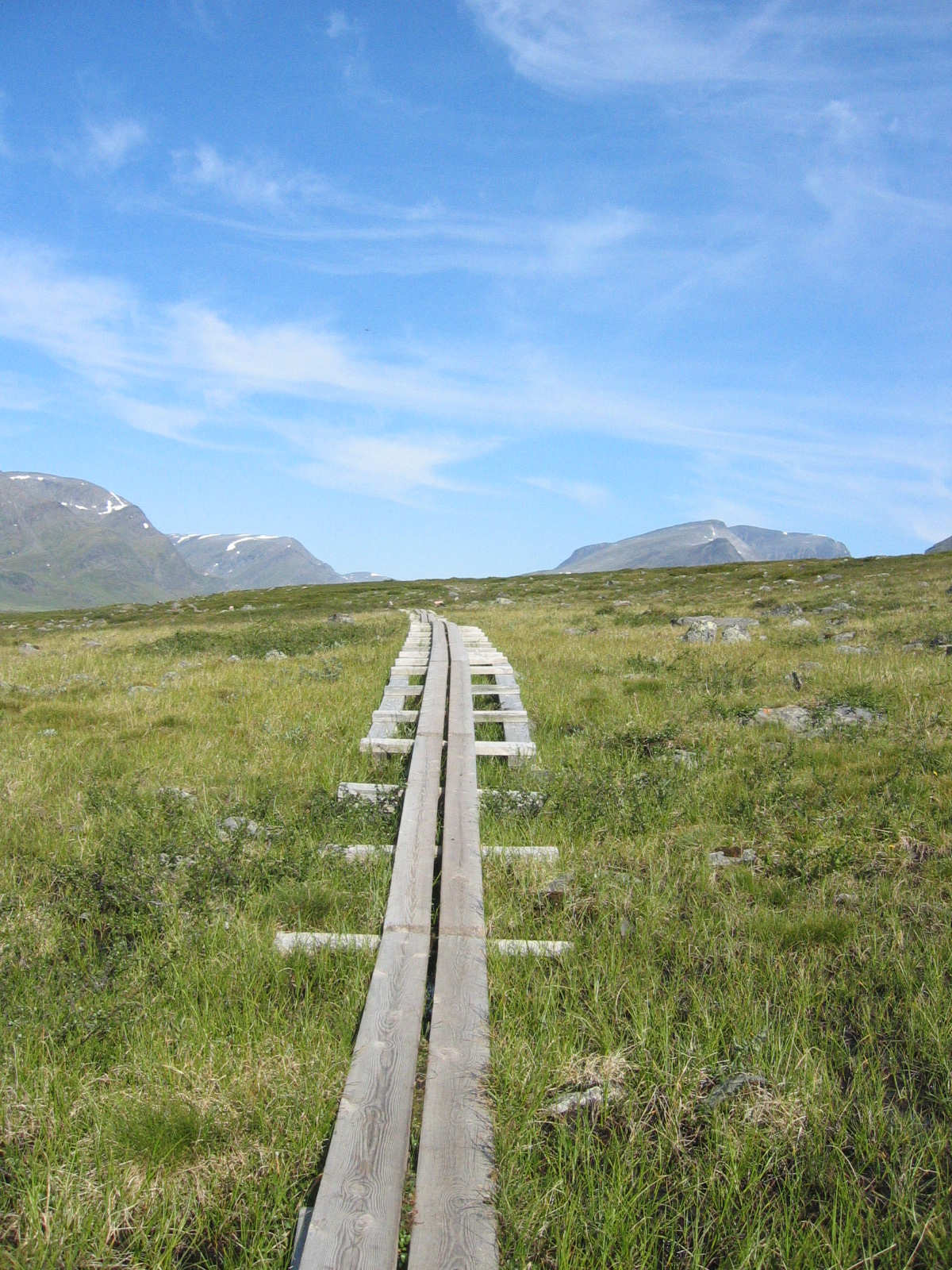
Manche Teilstücke des Kungsleden sind wegen des sumpfigen Untergrunds oder zum Schutz der Vegetation mit Holzplanken ausgelegt.

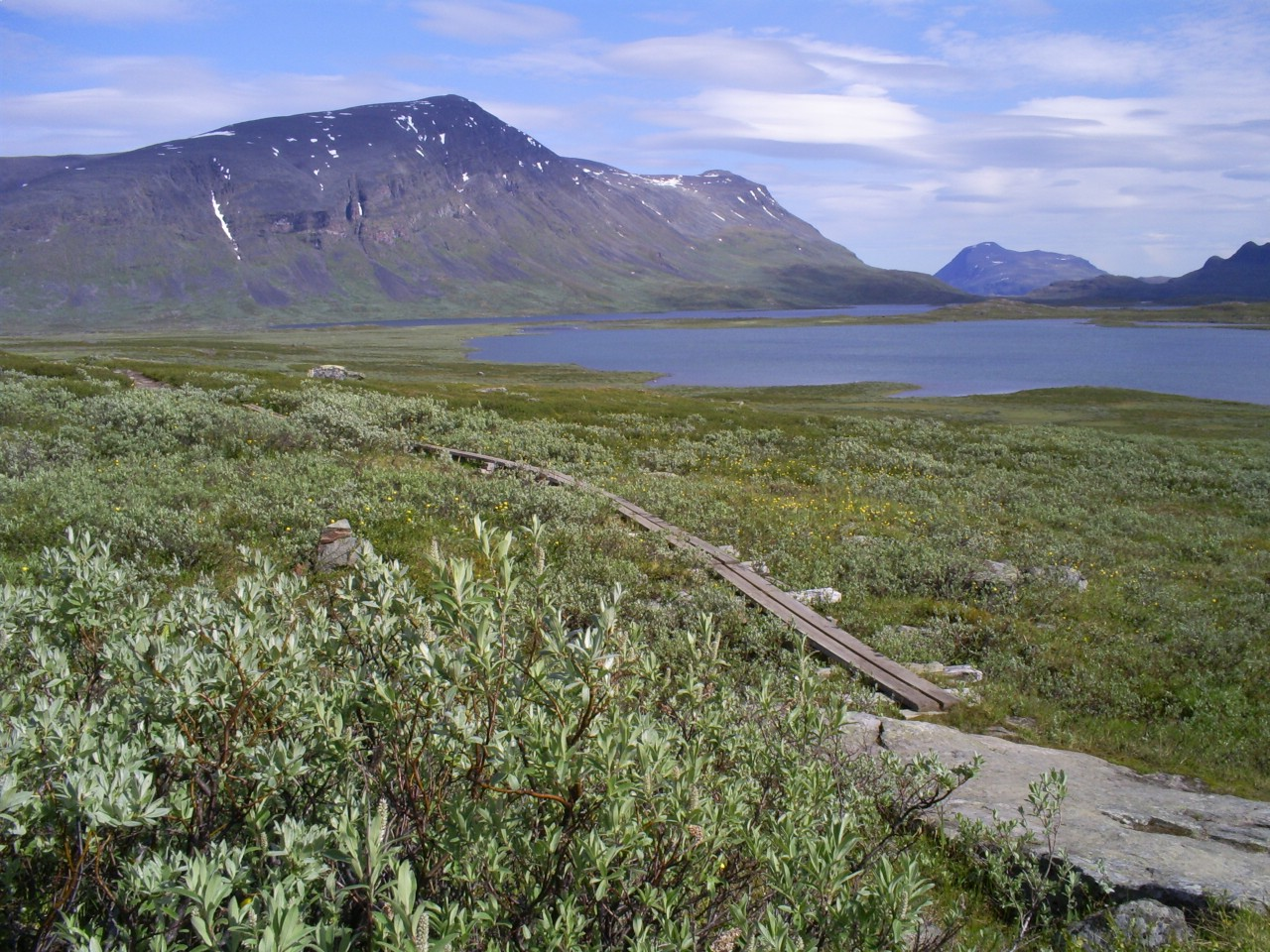
Am Miesákjávri

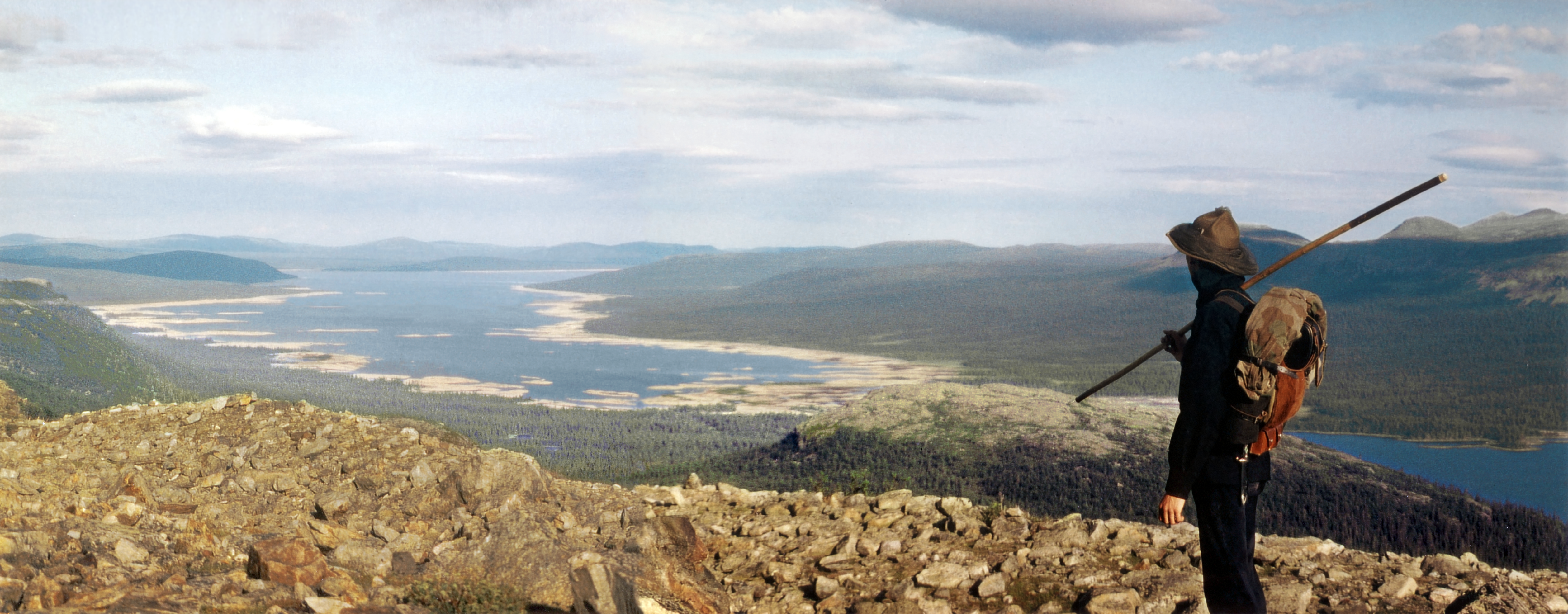
Am Tjaktjaure

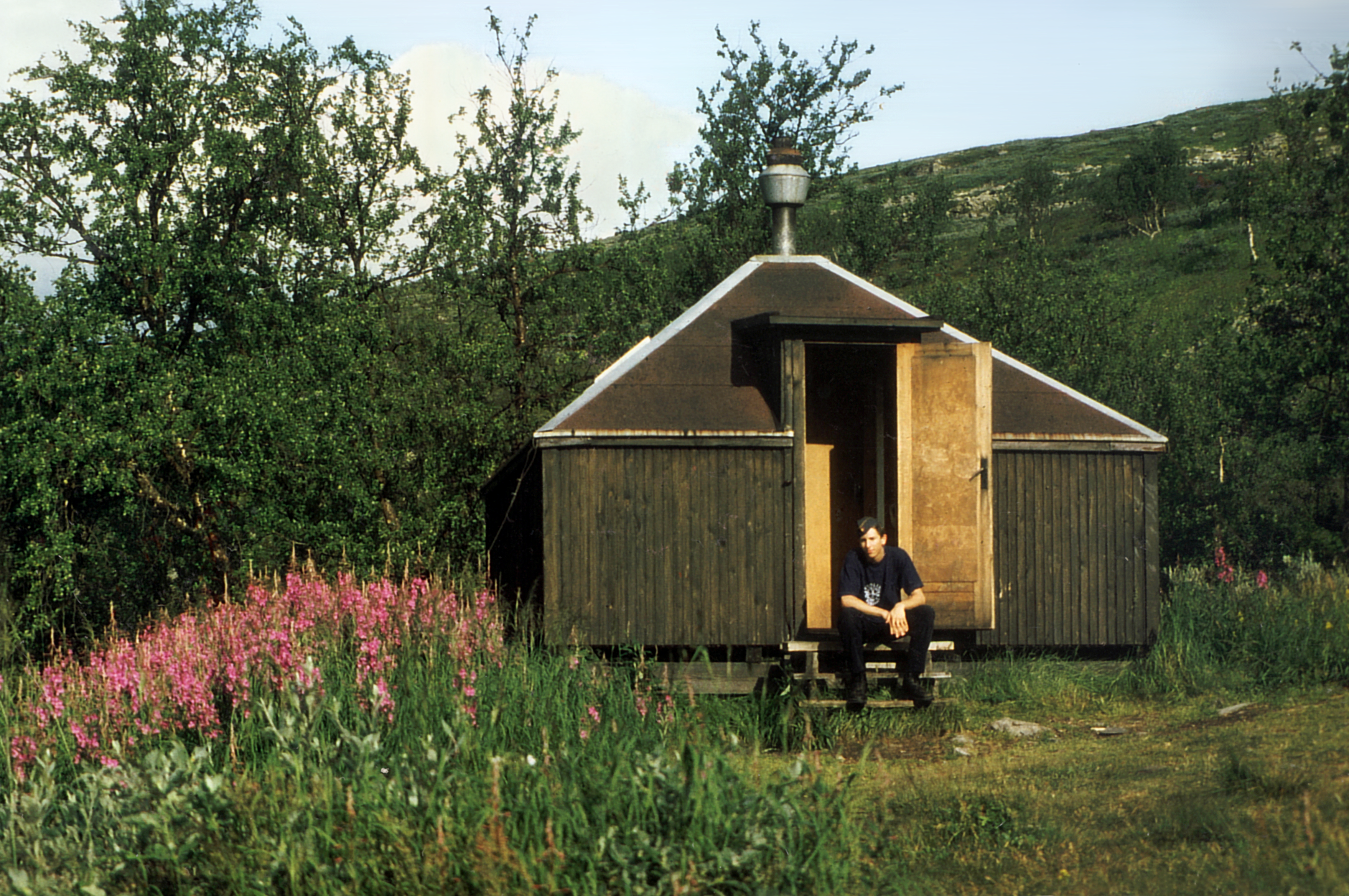
Die Rittak-Schutzhütte

Entlang des Kungsledens sind Hütten zu finden, die in jeweiligen Tagestouren zu erreichen sind. Zelte können in der Regel auf vorbereiteten Plätzen in der Nähe der Hütten (Sicherheitsabstand wegen Feuergefahr beachten!) aufgestellt und zugleich die Einrichtungen der Hütten genutzt werden. Hierfür wird entsprechendes Entgelt fällig.
Einige zusätzliche Zeltplätze sind nachfolgend in Klammern dargestellt, die Entfernungen beziehen sich auf die in der Nähe liegende Hütte.
- Abisko-Turiststation
- Abiskojaure (Schutzhütte) ← 14 km
- (Keronbacken ← 4 km)
- (Rentierzaun Keronbacken/Alesjaure ← 8 km)
- Alesjaure ← 20,5 km
- Tjäktja ← 13,2 km
- Sälka ← 12,6 km
- Singi ← 11,7 km
  - Kebnekaise fjällstation ← 14,3 km
  - Nikkaluokta ← 18,4 km
- Kaitumjaure ← 12,3 km
- Teusajaure ← 8,7 km
- Vakkotavaare ← 13,1 km (und 0,8 km Boot)
- Kebnats 29,9 km per Bus
- Saltoluokta ← (2,0 km per Schiff)
- Sitojaure ← 19,3 km
- Aktse ← 8,3 km (und 3,5 km Boot)
- Pårtestugan ← 20,4 km (und 2,9 km Boot)
- Kvikkjokk ← 15,6 km
- Tsielekjåkk (Nothütte) ← 12,2 km (und 3,3 km Boot)
- (Unterhalb Sjpietjam ← 7 km)
- (Bei Tjäurakåtan ← 26 km)
- Vuonatjviken ← 51,3 km
- Jäkkvik ← 17,5 km (und 7,2 km Boot)
- Pieljekaise ← 7,6 km
- Adolfström ← 13,3 km
- Bäverholmen ← 7,5 km
- Sjnjultje (Nothütte) ← 15,6 km
- Rävfall ← 26,8 km
- Ammarnäs ← 21,7 km
- Aigert ← 8,3 km
- Serve ← 19,3 km
- Tärnasjö ← 13,7 km
- Syter ← 14,3 km
- (Renwachthütte Syterskalet ← 6 km)
- Viterskalet ← 12,6 km
- Hemavan ← 11,3 km